# 闘牛 (小説)
「闘牛」（とうぎゅう）は、日本の作家・井上靖が42歳の時に書いた短篇小説。第22回芥川賞受賞作。

## 概要
『文學界』1949年12月号初出。社運を賭けた新聞社主催事業闘牛大会の実現に奔走する新聞編集局長の情熱と、その行動の裏側に潜む人生に賭けきれない知識人の孤独な心模様や戦後の日本社会に漂っている悲哀を、敗戦直後の混乱した世相の中に描き出した作品。戦後を代表するイベントプロモーター・小谷正一が西宮球場で仕掛けた闘牛大会をモデルとしている。なお井上と小谷は元々大阪毎日新聞の同期入社で親しい関係にあった。
主な舞台は阪神間と呼ばれる兵庫県西宮市近辺で、阪神間モダニズムの影響を色濃く残した戦後に於いて、阪神地域の時代風俗をうかがい知れる作品である。

## 書誌情報
- 猟銃・闘牛（新潮文庫、1950年）ISBN 978-4101063010